# Elisabeta a Danemarcei, Ducesă de Braunshweig
Elisabeta a Danemarcei (25 august 1573 – 19 iulie 1626) a fost ducesă consort de Brunswick-Lüneburg ca soție a Ducelui Henric Julius de Brunswick-Lüneburg. Ea a fost regentă a Brunswick-Lüneburg în perioada 1616-1622.

## Biografie
A fost fiica cea mare a regelui Frederic al II-lea al Danemarcei și a reginei Sophie de Mecklenburg-Güstrow. Crescută inițial de către bunicii materni ea s-a întors în Danemarca în 1579. Ambasadorii din Scoția au dorit-o pe Elisabeta ca soție pentru regele Iacob al VI-lea al Scotiei, dar regele Frederic a logodit-o pe Elisabeta cu  Ducele de Brunswick, promițând scotienilor în schimb pe cea de-a doua fiică, Ana.
Elisabeta s-a căsătorit în 1590 cu Ducele Henric Julius de Brunswick-Lüneburg. Când viitorul ei soț a venit pentru nuntă în 1590, s-a deghizat ca un bijutier; el s-a prezentat ca bijutier și a declarat că premiul este corpul prințesei. Drept urmare a fost aruncat în închisoare până când și-a putut dovedi identitatea și să explice totul a fost o glumă. Ca ducesă ea a rămas în strânsă corespondență cu fratele ei, monarhul danez.
După decesul soțului ei în 1613, ea și-a condus teritoriile pe care le-a primit ca zestre. În 1616 ea și-a îndepărtat fiul Friederich Ulrich de la guvernare, cu sprijinul fratelui ei, Christian al IV-lea al Danemarcei, din cauza alcoolismului lui. Ea a preluat regența pentru următorii șase ani, asistată de Anton von Streithorst. A primit o vizită de la fratele ei Christian în 1616.

### Copii
1. Frederick Ulrich, Duce de Brunswick-Wolfenbüttel (15 aprilie 1591 – 21 august 1634)
2. Sophia Hedwig de Brunswick-Lüneburg (20 februarie 1592 – 23 ianuarie 1642), căsătorită cu Ernest Casimir, Prinț de Nassau-Dietz
3. Elisabeth de Brunswick-Wolfenbüttel (23 iunie 1593 – 25 martie 1650), căsătorită cu Augustus, Duce de Saxonia și Johann Philip, Duce de Saxa-Altenburg
4. Hedwig de Brunswick-Wolfenbüttel (19 februarie 1595 – 26 iunie 1650), căsătorită cu Ulrich, Duce de Pomerania
5. Dorothea de Brunswick-Wolfenbüttel (8 iulie 1596 – 1 septembrie 1643), căsătorită cu Christian Wilhelm de Brandenburg, fiu al lui Joachim al III-lea Frederic, Elector de Brandenburg
6. Heinrich Julius de Brunswick-Wolfenbüttel (7 octombrie 1597 – 11 iulie 1606)
7. Christian de Brunswick (20 iunie 1599 – 16 iulie 1626)
8. Rudolph de Brunswick-Wolfenbüttel (15 iunie 1602 – 13 iunie 1616)
9. Heinrich Karl de Brunswick-Wolfenbüttel (4 iunie 1609 – 11 iunie 1615)
10. Anna Augusta de Brunswick-Wolfenbüttel (19 mai 1612 – 17 februarie 1673), căsătorită cu Georg Louis, Prinț de Nassau-Dillenburg